# Clubiona hatamensis
Clubiona hatamensis este o specie de păianjeni din genul Clubiona, familia Clubionidae. A fost descrisă pentru prima dată de Thorell, 1891. Conform Catalogue of Life specia Clubiona hatamensis nu are subspecii cunoscute.